# Calidris minutilla
Calidris minutilla là một loài chim trong họ Scolopacidae.

## Hình ảnh

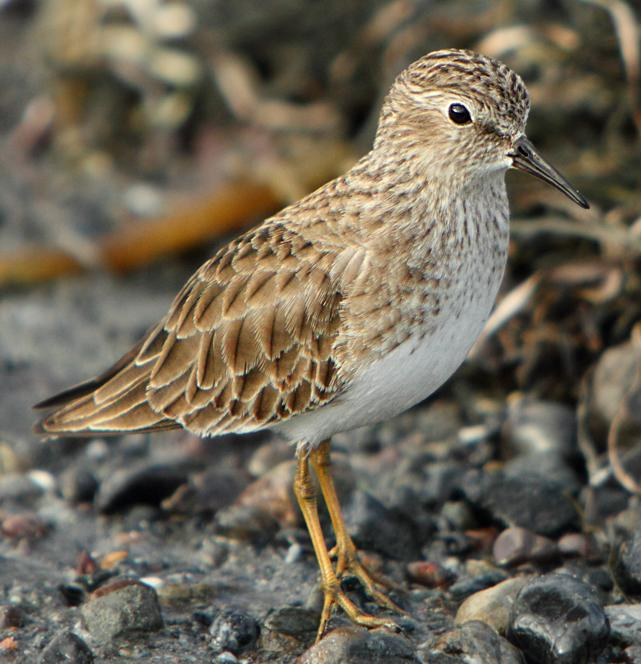
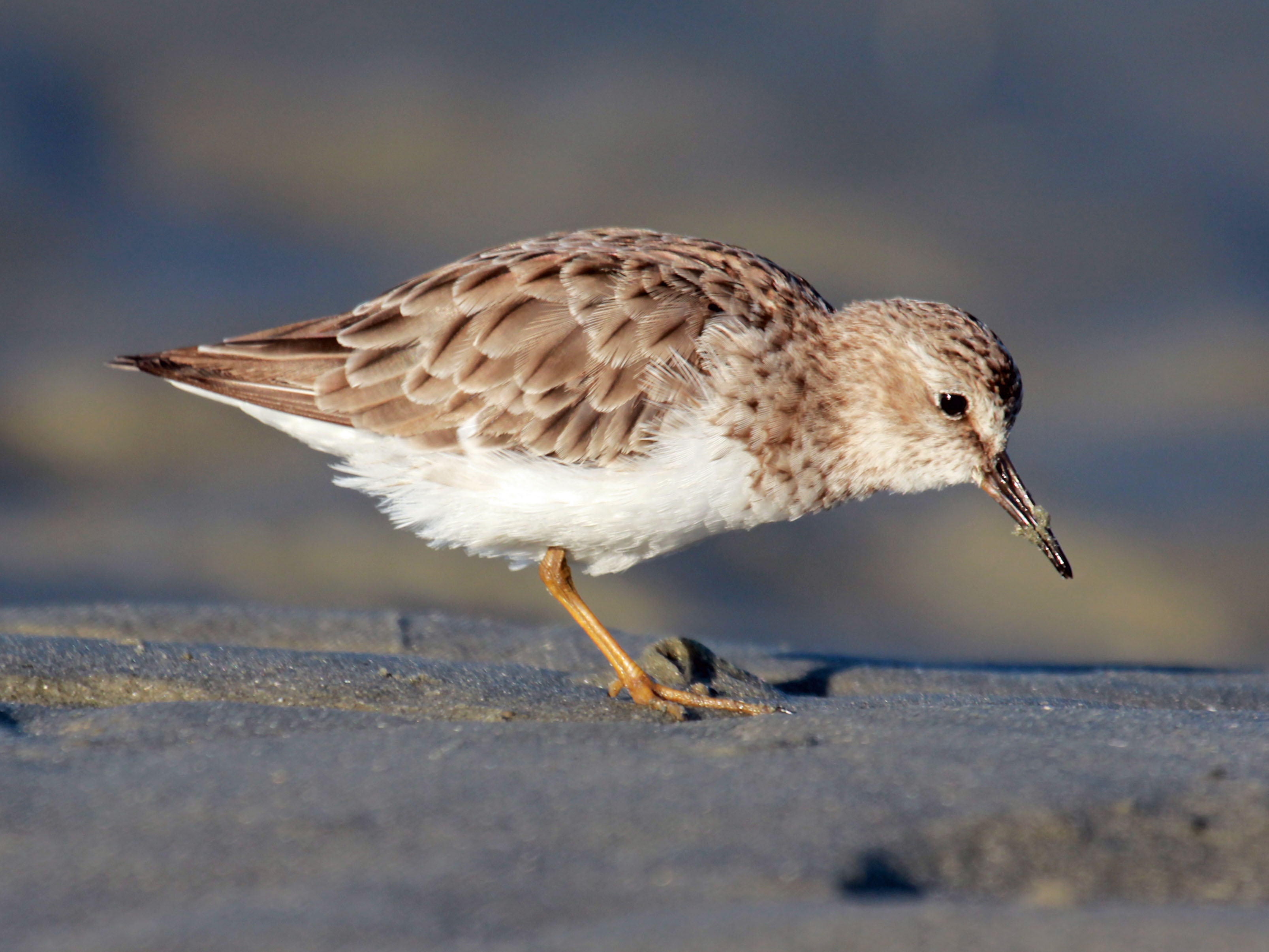
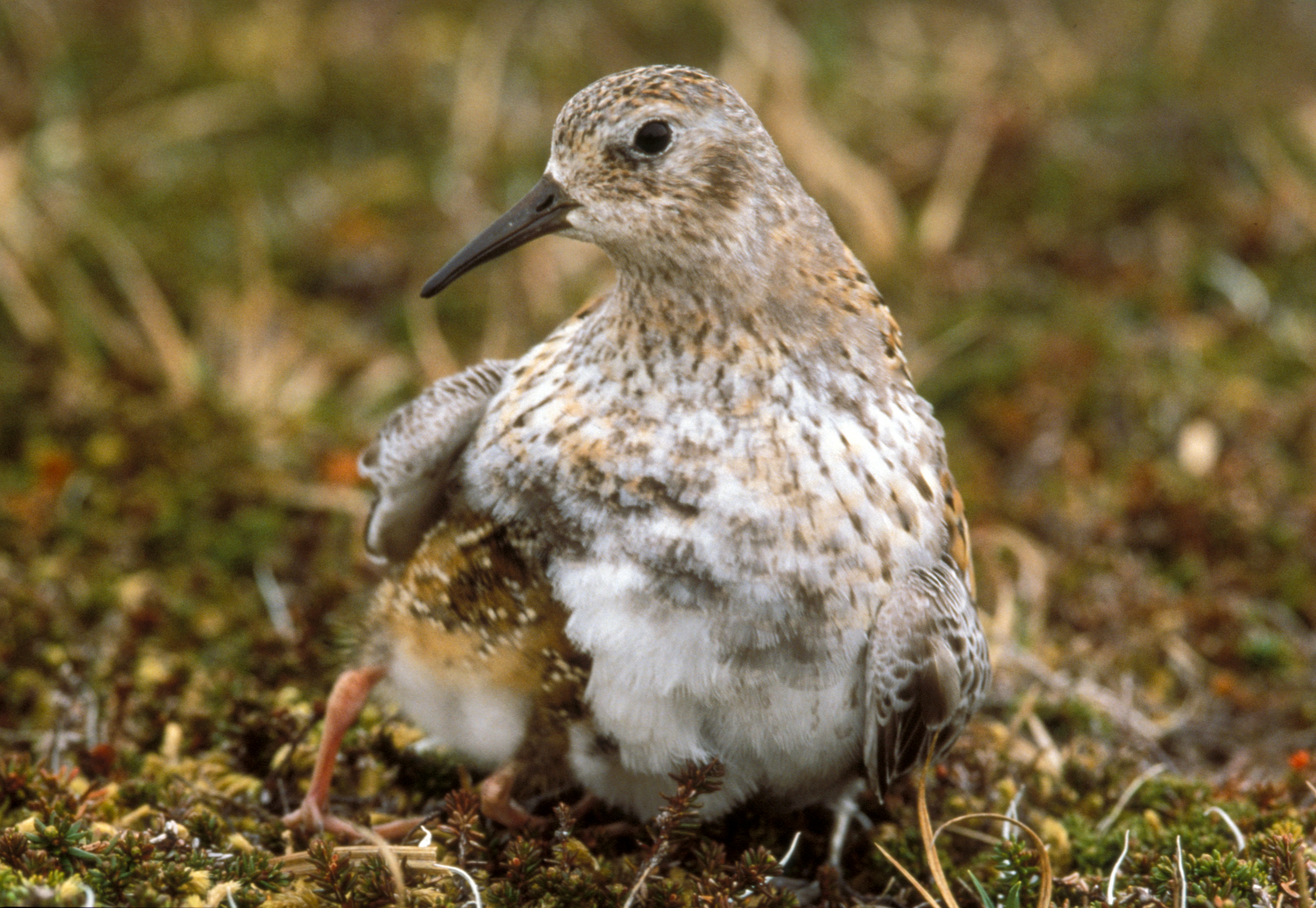
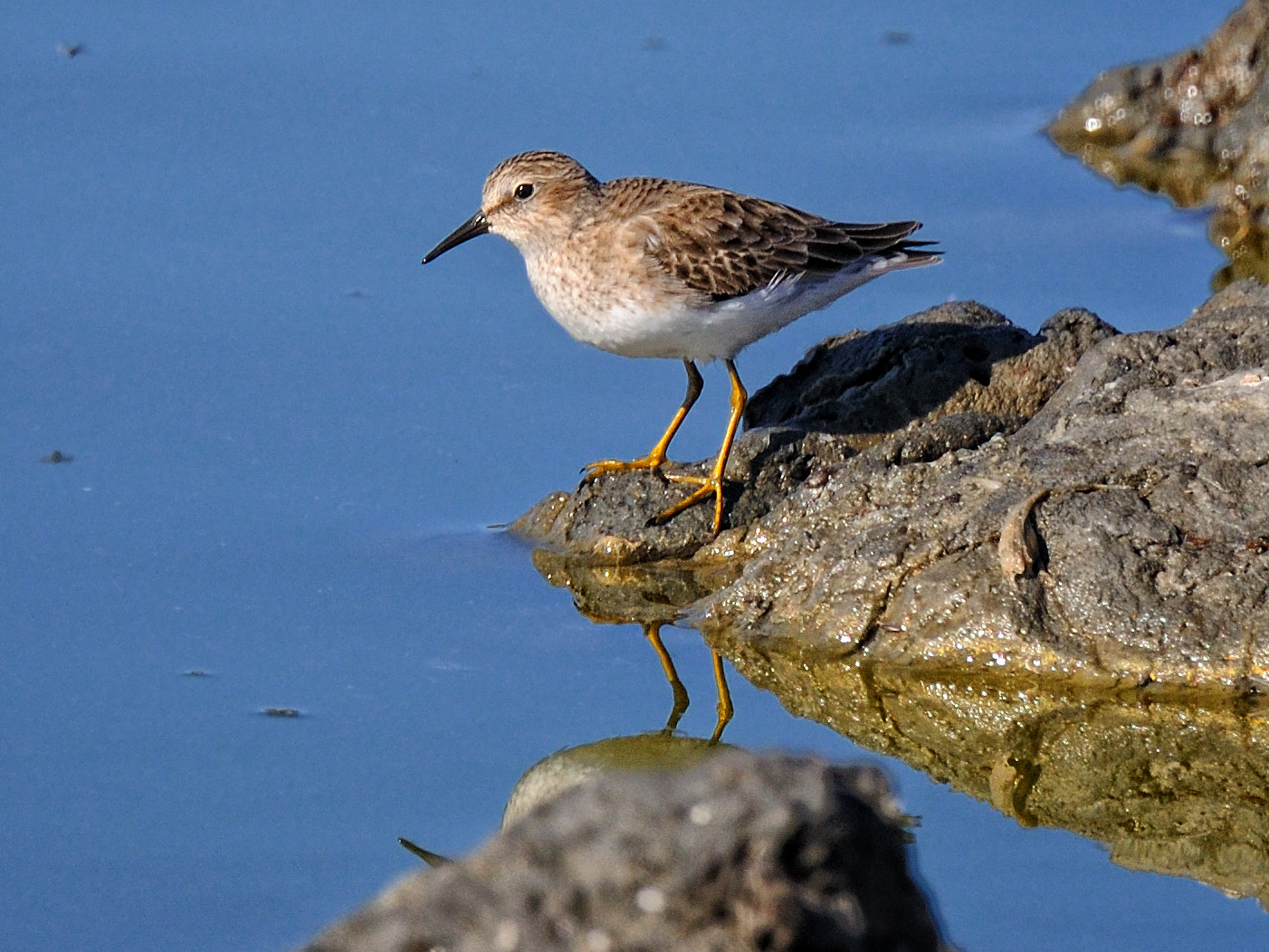
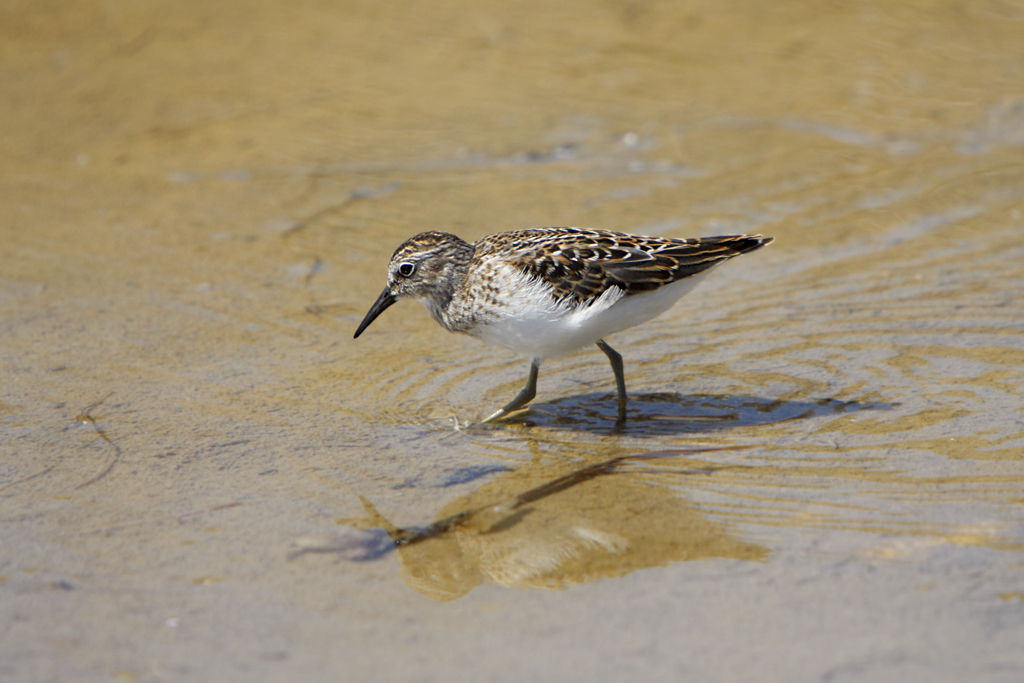